# 静岡県道199号三保駒越線
静岡県道199号三保駒越線（しずおかけんどう199ごう みほこまごえせん）は静岡市清水区内にある一般県道である。

## 概要
地域（三保半島）の1本道として朝は三保方面へ向かう車で、夕方は駒越東町交差点を先頭にした渋滞が頻繁におこる。そのため、4車線化が示唆されている。また、もともと4車線化が可能に近いぐらいの道幅がある。
かつて旧国鉄清水港線が並走していたため、旅客輸送がバスにシフトし始めてからの名残でバスの本数が比較的多い。

### 路線データ
- 認定：1960年4月1日
- 起点：静岡市清水区駒越南町（駒越東町交差点 - 国道150号交点）
- 終点：静岡市清水区三保（市道交点）
- 総延長：3km
- 愛称：三保街道

## 通過する自治体
- 静岡市（清水区）

## 接続道路
- 国道150号（静岡市清水区駒越南町〔始点〕）

## 沿線の主要施設
- 静岡県立清水南高等学校・中等部
- 国立清水海上技術短期大学校
- 東海大学海洋学部
- 東海大学付属静岡翔洋高等学校・中等部
- 東海大学付属小学校
- 東海大学付属幼稚園
- 三保ランド
- 静岡市立清水第五中学校
- 静岡市立清水三保第一小学校
- 静岡市立清水三保第二小学校
- 静岡市日本平消防署三保出張所

沿線の名所・旧跡・観光地
- 三保の松原（羽衣の松）
- 三保灯台
- 海水浴場